# Chico Bouchikhi
Jalloul Bouchikhi (Arlés, 13 de octubre de 1954) es un músico francés, cofundador del grupo de música flamenca Gipsy Kings. 

## Biografía
Es hijo de padre marroquí y de madre argelina. Está casado con Marthe Reyes quien es la hija del cantante de flamenco español José Reyes, el creador del grupo Gipsy Kings.
Posteriormente abandona Gipsy Kings y funda el grupo musical Chico and the Gypsies. Su hermano, Ahmed Bouchikhi, fue asesinado por error por agentes del Mossad, al confundirlo con Ali Hassan Salameh, un terrorista palestino dirigente de Septiembre Negro, en el llamado Asunto de Lillehammer en julio de 1973.
Chico Bouchikhi es además enviado especial para la paz de la Unesco y ha presentado conciertos en Israel junto a su banda, a pesar del asesinato de su hermano a manos del Mossad. Tocó además frente a Isaac Rabin y Yasser Arafat durante las negociaciones de paz que llevaron a los Acuerdos de Oslo.
- Datos: Q2634190
- Multimedia: Chico Bouchikhi / Q2634190